# Магомедова, Людмила Каримовна
Людми́ла Кари́мовна Магоме́дова (род. 23 мая 1959, Махачкала, Дагестан) — советская и российская оперная певица (драматическое сопрано). Народная артистка России (2006).

## Биография
Мать — Надежда Степановна Савенко, воспитывала дочь у себя в родном городе Лозовая, Харьковской области.
Людмила Магомедова окончила Российскую академию театрального искусства (РАТИ-ГИТИС) по классу сольного пения  Народного артиста СССР Владислава Ивановича Пьявко.
В 1986—1989 гг. — стажёр Большого театра.
В 1988 году Людмила Магомедова совершила свою первую зарубежную гастрольную поездку – в Румынию. После успешного выступления в партии Леоноры в «Трубадуре» получила приглашение исполнить «Норму» на Международном оперном фестивале в Румынии. Певица стала первой российской исполнительницей партии Нормы на российской и московской сцене в 1991 году.
С 1989 по 1996 гг. - солистка Государственной немецкой оперы.
Людмила Магомедова активно гастролировала в  Австрии, Азербайджане, Венгрии, Испании, Италии, Норвегии, Франции, Швейцарии... Совершала триумфальные турне по городам Англии, Бельгии, Германии, Ирландии.
Она является первой российской исполнительницей сложнейшей партии Абигайль, считающейся за гранью возможностей женского организма. На премьере спектакля в Большом театре был Тонино Гуэрра. Он назвал его самым сильным из всех, которые ему когда-либо доводилось видеть. До этого певица исполняла партию в Австрии, Англии, Германии, Ирландии.
В Большом театре Людмила Магомедова также исполняла Леонору в опере «Сила судьбы» Дж. Верди и главную партию в постановке «Турандот» Дж. Пуччини. С этим спектаклем гастролировала в Латвии и Швеции.
В 2005 году современный итальянский композитор Бруно Контини поставил спектакль «Анастасия» на сцене Московского театра «Новая Опера». Людмила Магомедова стала первой исполнительницей драматической партии Анастасии.
Также певица приняла участие в уникальном шоу «Аида в огне» в Германии и Мексике.
На оперных сценах и концертных площадках мира её партнерами были Тео Адам, Ирина Архипова, Мауро Аугустини, Мартина Арройо, Иво Винко, Фьоренца Коссотто, Уте Трекель, Владислав Пьявко, Бруно Себастиан и многие другие. В Германии она работала со знаменитым немецким оперным режиссёром Эрхардом Фишером.
В 2006 году Людмиле Магомедовой присвоено почётное звание Народной артистки России. Певица награждена медалью «В память 850-летия Москвы», золотой именной медалью № 1 и премией Фонда Ирины Архиповой «За выдающиеся достижения в исполнительском искусстве в последнее десятилетие XX века», удостоена награды «Золотая плака Чистернино» на юге Италии за партию Тоски и серию концертов итальянской оперной музыки.
Выступает на сцене Большого театра России в качестве приглашённой солистки.
В апреле 2011 года с большим успехом выступила под псевдонимом Агриппина Росси в Золотом Зале Wiener Musikverein (Вена) в сольном концерте Николая Баскова, исполнив с ним дуэт из оперы Ф. Чилеа «Адриана Лекуврёр», а также арии из итальянских опер.
Живёт и работает в Москве. Активно гастролирует за рубежом. Ведёт преподавательскую деятельность.

## Репертуар
Исполнительница репертуара драматического сопрано, в том числе партий:
- Абигайль, «Набукко» Дж. Верди
- Турандот, «Турандот» Дж. Пуччини
- Леди Макбет, «Макбет» Дж. Верди
- Флория Тоска, «Тоска» Дж. Пуччини

Также в её репертуаре:
- Леонора, «Сила судьбы» Дж. Верди
- Виолетта, «Травиата» Дж. Верди
- Манон, «Манон Леско» Дж. Пуччини

## Признание и награды
- Заслуженная артистка Российской Федерации (2000) — за заслуги в области искусства[1]
- Народная артистка Российской Федерации (2006) — за большие заслуги в области искусства[2]